# البنك المركزي النمساوي
البنك المركزي النمساوي هو البنك المركزي للنمسا وهو من النظام الأوروبي للبنوك المركزية (ESCB) ومنطقة اليورو. من أجل المصلحة العامة، يساهم البنك في اتخاذ القرارات المتعلقة بالسياسة النقدية والاقتصادية في النمسا ومنطقة اليورو. تمشيا مع القانون الاتحادي بشأن، فإنه هي شركة مساهمة. نظرًا لوضعه كبنك مركزي، إلا أنه يخضع لعدد من الأحكام الخاصة، على النحو المنصوص عليه في قانون البنوك الوطنية. يبلغ إجمالي رأس مال البنك 12 مليون يورو ويحملها المساهم الوحيد، (الحكومة الفيدرالية). يمارس حقوق المساهمين في الحكومة الفيدرالية من قبل وزير المالية. منذ مايو 2010، أصبحت هذه العاصمة مملوكة بالكامل للدولة النمساوية. في السابق كان نصف رأس المال في أيدي منظمات أصحاب العمل والموظفين وكذلك البنوك وشركات التأمين.

## روابط خارجية
- Oesterreichische Nationalbank (بالإنجليزية)
- Clippings about Oesterreichische Nationalbank